# Ulla Zirne
Ulla Zirne (Riga, 6 de agosto de 1995) es una deportista letona que compite en luge en la modalidad individual.
Ganó una medalla de bronce en el Campeonato Europeo de Luge de 2020, en la prueba por equipos. Participó en dos Juegos Olímpicos de Invierno, en los años 2014 y 2018, ocupando el sexto lugar en Pyeongchang 2018, en la misma prueba.

## Palmarés internacional
| Campeonato Europeo | Campeonato Europeo    | Campeonato Europeo | Campeonato Europeo |
| Año                | Lugar                 | Medalla            | Prueba             |
| ------------------ | --------------------- | ------------------ | ------------------ |
| 2020               | Lillehammer (Noruega) | Medalla de bronce  | Equipo             |